# 프라나스 도비다이티스

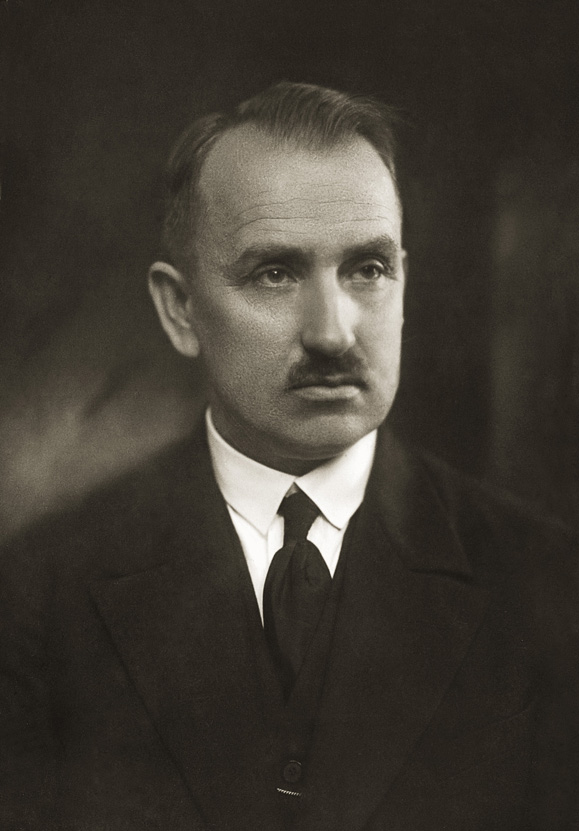
프라나스 도비다이티스

프라나스 도비다이티스(리투아니아어: Pranas Dovydaitis, 1886년 12월 2일~1942년 11월 4일)는 리투아니아의 정치인, 변호사, 교육자, 백과사전 편집자이다. 리투아니아 독립 선언서에 서명한 20인 중 한 사람으로 후에 독립한 리투아니아의 총리를 지냈다.